# 남부흰코뿔소
남부흰코뿔소(학명: Ceratotherium simum simum)는 북부흰코뿔소와 함께 흰코뿔소의 아종에 속하는 말목 코뿔소과의 코뿔소의 한 종류이다. 코뿔소 가운데 가장 몸집이 크고 개체 수가 많으며 보존 상태도 가장 양호한 것으로 알려져 있다.
2007년 12월 말 현재, 총 개체수는 야생에서 17,460마리의 남부흰코뿔소로 추정되어, 코뿔소의 아종이 세계에서 가장 풍부하게 되었다. 남아프리카 공화국은 2007년 야생에서 16,255마리의 개체수를 보존하면서, 이 아종의 아종 (93.0%)의 근거지이다. 세이브 더 라이노(Save the Rhino)의 공식 웹사이트의 현재 개체수 조사에 따르면 2015년 이후 남부흰코뿔소는 19,682마리에서 21,077마리이다.

## 물리적 설명

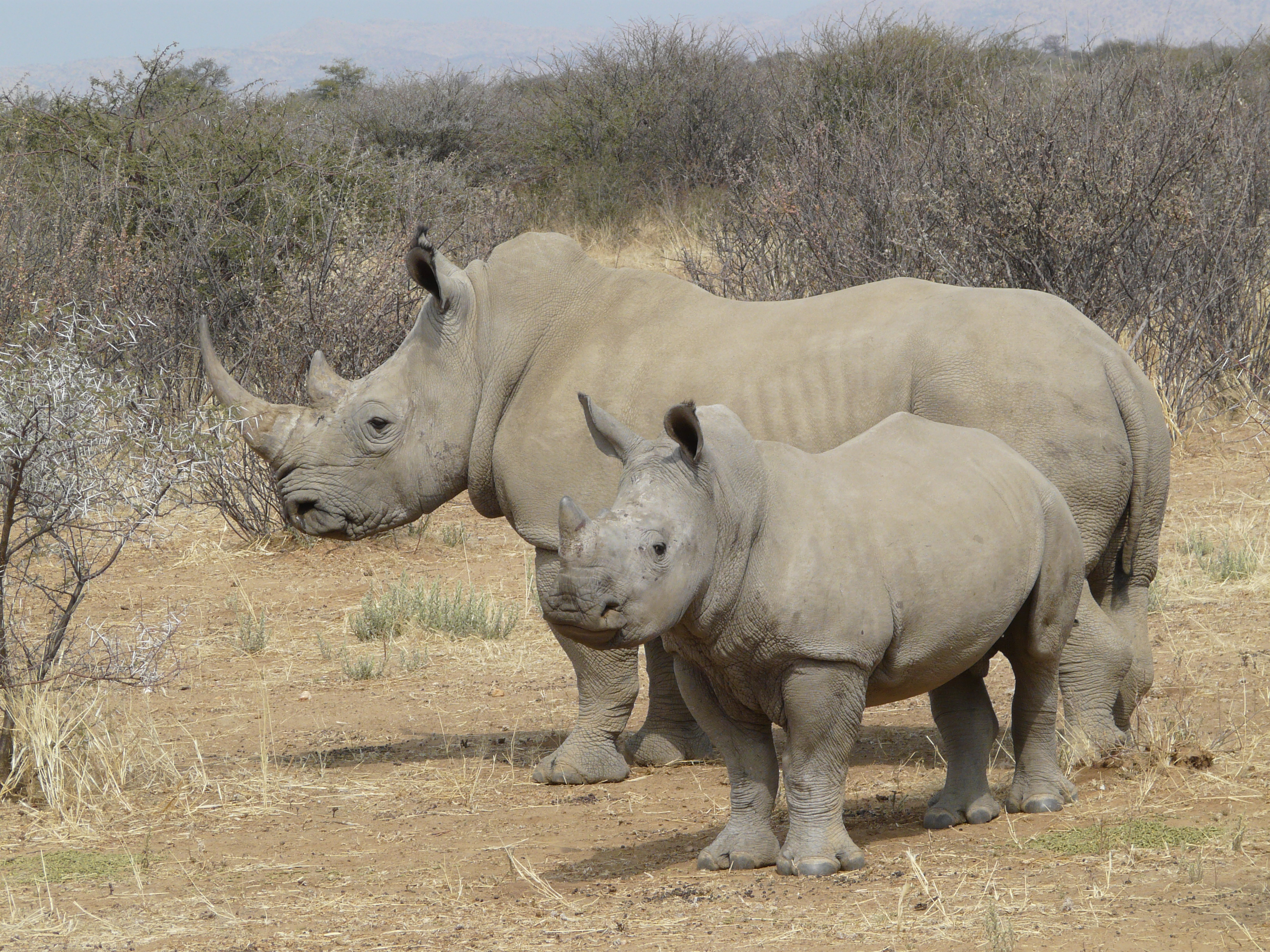
나미비아에 새끼를 가진 어미 남부흰코뿔소

남부흰코뿔소는 세계에서 가장 크고 무거운 육지 동물 중 하나이다. 그것은 거대한 몸과 큰 머리, 짧은 목과 넓은 가슴을 가지고 있다. 암컷은 1,700 kg (3,750 lb)이고 수컷은 2,300 kg (5,070 lb)이다. 머리부터 몸까지 길이는 3.4~4m(11.2~13.1ft), 어깨 높이는 160~186cm(5.25~6.10ft)이다. 그것의 코에는 두 개의 뿔이 있다. 앞 뿔은 다른 경적보다 크고 평균 길이가 60cm(24인치)이며 150cm(59인치)에 이를 수 있다. 암컷은 보통 수컷보다 더 길지만 더 얇은 뿔을 가지고 있다. 남부흰코뿔소는 또한 비교적 큰 머리를 지탱하는 두드러진 근육 혹을 가지고 있다. 이 동물의 색깔은 누르스름한 갈색부터 슬레이트 회색까지 다양하다. 대부분의 몸털은 귀 가장자리와 꼬리털에서 발견되며, 나머지는 몸의 나머지 부분에 드문드문 분포한다. 남부 흰 코뿔소들은 풀을 뜯는 데 사용되는 독특하고 평평한 입을 가지고 있다.

## 서식지 및 분포

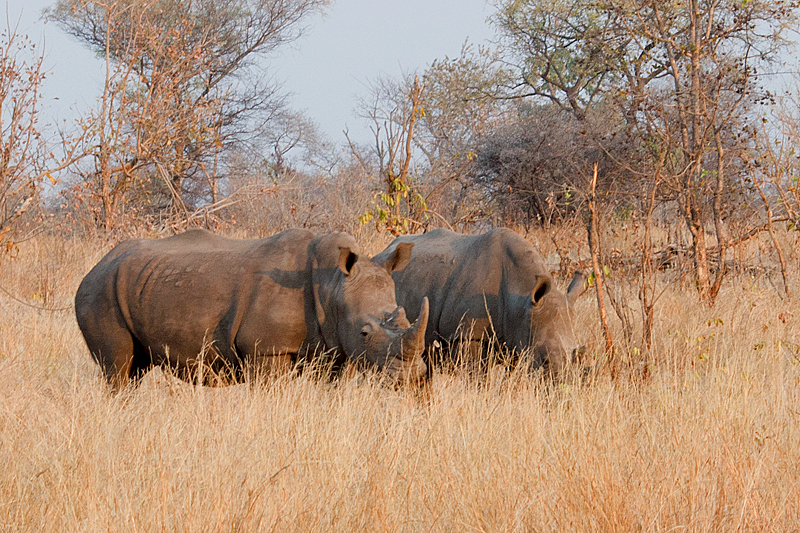
잠비아의 모시-오아-툰야 국립공원에서 남부흰코뿔소가 짝짓기를 하고 있다.

남부흰코뿔소는 남아프리카 공화국에서 잠비아에 이르는 남아프리카 공화국의 초원과 사바나에서 산다. 남부흰코뿔소의 약 98.5 퍼센트가 단 5개의 나라 (남아프리카 공화국, 나미비아, 짐바브웨, 케냐 그리고 우간다)에서 발생한다. 남부흰코뿔소는 20세기 초에 남아프리카 보호구역 한 곳에서 20마리도 채 안 되는 개체로 거의 멸종되었다. 흰코뿔소의 적은 개체수는 몇 년 동안 서서히 회복되어 1960년대에 840마리까지 증가하여 1980년대에 1,000마리가 되었다. 흰코뿔소 전리품 사냥은 1968년에 합법화되고 규제되었고, 초기의 계산 착오 이후, 현재 일반적으로 코뿔소 개체수를 늘리기 위한 토지 소유주들에게 인센티브를 제공함으로써 이 종의 회복을 도운 것으로 보인다.
20세기 거의 멸종 직전에 있는 남부흰코뿔소는 엄청난 재기를 했다. 2001년, 남아프리카의 야생에는 11,670마리의 흰코뿔소가 있는 것으로 추정되었고, 전 세계적으로 777마리의 코뿔소가 포획되어 세계에서 가장 흔한 코뿔소가 되었다. 2007년 말까지 야생에 사는 남부흰코뿔소는 약 17,480마리로 증가했다. 2015년에는 19,682~21,077마리의 야생 남부흰코뿔소가 서식하는 것으로 추정된다.

## 위협
남부흰코뿔소는 서식지 감소, 최근 몇 년간 계속된 밀렵, 그리고 전통적인 한의학에서 상업적 목적과 사용을 위한 코뿔소 뿔에 대한 높은 불법 수요로 인해 대부분 위협을 받고 있지만, 근위협종으로 등록되어 있다.